# Stor Hindersöharun
Stor Hindersöharun is een Zweeds eiland behorend tot de Lule-archipel. Het eiland ligt aan de oostgrens van de archipel, nabij de grens met de Kalix-archipel. Het eiland heeft geen oeververbinding en is onbebouwd. Het ligt met zijn kleine broer Lill Hindersöharun tussen de eilandengroep met Båtöharun en Esterön. Aan de oostzijde is inmiddels het voormalige eiland Malreften vastgegroeid. Het eiland steekt 25 meter boven de zeespiegel uit.